# Vladimir Luxuria
Vladimir Luxuria, née Wladimiro Guadagno, le 24 juin 1965 à Foggia, est une femme transgenre, politique, actrice, personnalité de la télévision et écrivaine italienne.
Députée de la République italienne entre 2006 et 2008, elle est la première femme trans et, plus généralement, la première personne transgenre à siéger au Parlement italien.

## Biographie
Luxuria arrive à Rome en 1985 pour étudier les langues et littératures étrangères et commencer une carrière d'acteur/actrice qui joue sur son ambiguïté sexuelle. Elle commence aussi à militer au sein du mouvement des droits des homosexuels et prend en 1993 la direction artistique du Cercle de culture homosexuel Mario Mieli. Deux ans plus tard, elle endosse son premier rôle dans le film Cena alle nove (Dîner à neuf heures) de Paolo Breccia. Elle tourne ensuite neuf films.
Elle étudie la littérature à l’université de Rome « La Sapienza », rédigeant un mémoire de master sur Joseph Conrad.
Elle organise le premier jour international de la Marche des fiertés en Italie, qui a lieu à Rome le 2 juillet 1994 et auquel participèrent près de 10 000 personnes.
Plus récemment, Luxuria intensifie son activité politique pour la défense des droits civils, en collaborant avec divers journaux et revues et avec le réseau radiophonique formé par L'Unità, Liberazione et Radio Capital. Le public télévisé la découvre principalement à travers ses apparitions au Maurizio Costanzo Show sur le Canale 5 et plus tard dans le programme Markette sur LA7. Elle remporte le reality-show de « L'isola dei famosi » en novembre 2008 (une sorte de Koh-Lanta).
En 2009, elle entame les démarches pour obtenir une chirurgie génitale en vue de son changement de sexe, qui aurait dû se dérouler à Naples, mais quelques jours avant l'intervention, en 2011, elle renonce définitivement à ce projet et décide de conserver ses organes d'origine. Elle reste de sexe masculin à l'état civil.

## Élection au parlement
En 2006, elle se présente en tant qu'indépendant sur la liste du Parti de la refondation communiste aux élections à la Chambre des députés. Sa candidature suscite la perplexité dans les milieux conservateurs et catholiques de L'Unione, en particulier dans l'Union des démocrates pour l'Europe de Clemente Mastella, qui la décrit comme « une ridicule Cicciolina ».

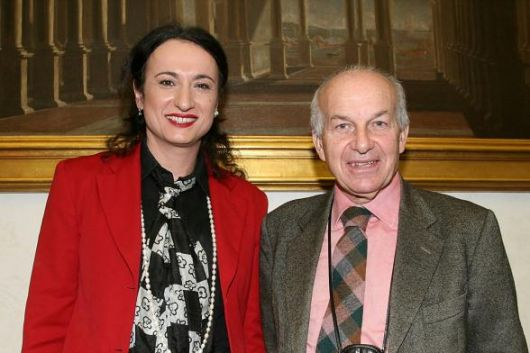
Vladimir Luxuria et le dirigeant communiste Fausto Bertinotti en 2006.

Sa campagne est émaillée de divers incidents. La polémique sur « le candidat Luxuria » s'accentue lorsqu'elle révèle s'être livré à la prostitution durant ses premières années à Rome. Lors d'un débat télévisé présenté par Bruno Vespa, la candidate nationaliste Alessandra Mussolini lui décoche : « Mieux vaut être fasciste que pédale (Frocio) ». Elle est par ailleurs agressée par une quinzaine de personnes qui lui jettent du fenouil (qui en italien veut aussi dire « pédé »). Parmi ces personnes figurent des membres du parti Alliance nationale, qui ont ensuite été suspendus par leur parti. Luxuria critique l'attitude de la police lors de cet incident, lui reprochant son intervention tardive. En octobre 2006, une députée de Forza Italia juge révoltant que Luxuria puisse accéder aux cabinets de toilette réservés aux députées du Palais Montecitorio.
Vladimir Luxuria est la première femme trans élue à ce poste, mais n'est pas réélue aux élections anticipées de 2008, qui voient l'élimination de la totalité des députés de Refondation communiste.

## Parade gay de Moscou
Lors de la parade gay de Moscou du 26 mai 2007 la députée se fait lancer des œufs par des militants d'extrême droite. Elle déclare après coup: « Je vais faire pression sur notre Parlement pour que le président italien évoque lors de sa prochaine visite ce grave incident avec Vladimir Poutine. »

## Autres activités
En mai 2007, elle publie son premier livre, Chi ha paura della Muccassassina, édité chez Bompiani, qui raconte sa vie de Foggia au palais Montecitorio, la chambre des députés italiens.
En 2008, elle participe à l'émission de téléréalité de Rai 2 L'isola dei famosi 2008 (« L'Île des célébrités »), remportant la victoire lors de la finale du 24 novembre avec 56 % des suffrages du public contre 44 % pour sa concurrente, le mannequin argentin Belén Rodriguez. Cette victoire lui vaut les félicitations de plusieurs personnalités de la gauche italienne ; le quotidien Liberazione, organe officiel de Refondation Communiste, initialement critique sur sa participation à ce jeu, lui consacre un article la comparant à Barack Obama. En 2012, elle en présente la neuvième édition.

## Filmographie
- Cena alle nove, réalisé par Paolo Breccia (1991)
- Embrasse-moi Pasqualino !, réalisé par Carmine Amoroso (1996)
- Tutti giù per terra, réalisé par Davide Ferrario (1996)
- Sono positivo, réalisé par Cristiano Bortone (1998)
- La vespa e la regina, réalisé par Antonello De Leo (1999)
- Guardami, réalisé par Davide Ferrario (1999)
- Ponte Milvio, réalisé par Roberto Meddi (1999)
- Ogni lasciato è perso, réalisé par Piero Chiambretti (2000)
- Mater Natura, réalisé par Massimo Andrei (2005)

## Théâtre
- Che fine ha fatto Cenerentola? (2003)
- One Drag Show (2003)
- Male di Luna (2004)
- My name is Silvia (2005)
- Persone naturali e strafottenti (2010)
- La donna uomo (2010)
- Morning has broken - Una vita spezzata (2010)
- Si sdrai perfavore (2011)

## Télévision
- Maurizio Costanzo Show (Canale 5) (1995)
- Markette - Tutto fa brodo in TV (LA7) (2004 - 2008)
- One Shot Evolution (All Music) (2006)
- L'Isola dei famosi 6 (Rai 2) (2008) : concurrente
- L'Isola dei famosi 8 (Rai 2) (2011) : chroniqueuse
- L'Isola dei famosi 9 (Rai 2) (2012) : présentatrice

## Publications
- Chi ha paura della muccassassina? Il mio mondo in discoteca e viceversa, Bompiani, 2007
- Le favole non dette, Bompiani, 2009
- Eldorado, Bompiani, 2011